# Muteupproret
Muteupproret, Mutevåldet eller Myteriet i Mute är namnet på kravaller som blossade upp den 14 november 1854 i Rolfstorps socken, Varbergs kommun, då en uppretad folkmassa bestående av cirka femtio personer gick till angrepp och svårt misshandlade kronolänsmannen i Himle härad, Fredrik Kjellman, och ett par av hans medhjälpare. Oroligheterna pågick under flera veckor innan inkallad militär slutligen lyckades få stopp på skärmytslingarna.

## Bakgrund
Vid tiden för Muteupproret var det i Sverige fortfarande olagligt att bedriva handel i en fast butik inom en radie av tre mil från en stad, med undantag för marknader och gårdfarihandel. Kronolänsman Kjellman i Hunnestad hade fått tips att sådan verksamhet bedrevs hemma hos gårdfarihandlarna och bröderna Pettersson i Mute by halvannan kilometer sydost om Rolfstorps kyrka. Tillsammans med ett tiotal medhjälpare gjorde han ett överraskande besök på brödernas gård i ett försök att sätta fast dem för olaglig handel.

## Förlopp

### Upptakt
Bröderna Anders och Lorentz Pettersson bedrev gårdfarihandel med ”Attas” som bas, och för denna handel hade de tillstånd. Men de sålde även av sitt varulager till ortsbor som kom för att köpa. För detta hade de naturligtvis mångas sympati i bygden, även om sådan verksamhet var olaglig.

### 14 November
Medan kronolänsman Kjellman tillsammans med tullöveruppsyningsmannen i Varberg, Martin Niklas Hagman, grundligt undersökte gården passade brodern Lorentz Pettersson på att smita ut genom ett fönster och lyckades uppbåda en folkhop från byarna Mute, Linnarp och Hovgården. Kjellmans misstankar visade sig vara välgrundade och han beordrade sina underordnade att beslagta och föra bort brödernas varulager.
Länsmannen och hans medhjälpare blev då plötsligt angripna av en uppretad hop folk som samlats ute på gårdsplanen, vilka nu misshandlade länsmannen och hans medhjälpare. Att Lorentz Pettersson lyckats uppbåda folket berodde i viss mån på en frikostig brännvinsutskänkning, vilket dock ledde till att bröderna förlorade kontrollen över hopen som brukade betydligt mer våld än vad bröderna önskade. Upprorsstämningen trappades upp och man slog även sönder kronobetjäningens vagnar, skadade deras hästar och drev både männen och deras dragdjur på flykten. En annan orsak till bråkets omfattning var att några av deltagarna i kravallerna var ökända slagskämpar som tidigare dömts för misshandel och slagsmål.

### 15 – 20 november
Oroligheterna fortsatte i byarna runt Mute. I en skrivelse till landshövdingen skrev Kjellmans chef, kronofogden Samuel Ringius, att bröderna Petterssons gård var belägrad och att vägfarande antastades genom att vägspärrar satts upp där ingen tilläts att passera med mindre än att man avslöjade sina avsikter. Man var även allvarligt bekymrad över att oroligheterna skulle sprida sig till andra byar i trakten. Tidningen Halmstads-Bladet rapporterade den 22 november 1854:
”Folkhopen blef på stället till påföljande morgon, då de tågade derifrån under skrik och stoj, och sönderbröto derwid det, som låg i deras wäg, såsom grindar och gärdesgårdar. Under de följande dagarna hafwa och folksamlingar förekommit. De hafwa supit och druckit, hindrat wägfarande att färdas fram och uppfört sig så, att ordningens närmaste handhafware ej wågat sig upp i detta näste.”

### 21 november
Som en direkt följd av de illavarslande rapporterna gör landshövdingen en personlig visit på plats, för säkerhets skull åtföljd av ett följe av bland annat militärer för att visa lokalbefolkningen att man menade allvar. Dock kunde man konstatera att betydande delar av de manliga invånarna, inklusive bröderna Pettersson valt att gå under jorden inför detta besök.

### 22 november – 5 december
När landshövdingen och hans följe återvänt hemåt, så återupptar orosstiftarna sina trakasserier. Detta hade man dock förutsett och förberedelser att inkvartera soldater i de mest oroliga byarna var i full gång hos berörda myndigheter.

### 6 december 1854 – februari 1855
Trupper från Älvsborgs regemente anlände till Rolfstorp. Militärstyrkan bestod av 50 soldater, fyra befäl och en trumslagare vilka inkvarterades i fem gårdar i byarna Mute och Linnarp. På grund av det missnöje bönderna tydligt visade vid inryckningen, och den hotfulla stämningen som rådde vågade inte befälhavaren låta militärens respektive grupp vara färre än 10 man per gård.
Det blev en betungande uppgift och svår prövning för de hushåll som fått militär inkvarterad. Visserligen betalade kronan för kosten, men ersättningen var blygsam. I slutet av december fick myndigheterna en skrivelse från byamännen i Mute och Linnarp. Man hade fått nog, och lovade både bättring och beredvillighet att bistå myndigheterna med att uppsöka och gripa våldsverkarna och upprorsstiftarna. Det skulle dock dröja ända till februari månad innan trupperna lämnade socknen.

## Rättegång
Förhandlingarna vid Himle häradsrätt blev mycket omfattande och pågick under totalt 23 dagar då närmare hundra personer hördes som vittnen. Av ett femtiotal inblandade personer hade endast cirka en tredjedel varit verkligt aktiva. Fjorton personer blev åtalade och tolv av dessa blev vid midsommartid 1855 dömda till straffarbete på Malmöhus slott. Bröderna Pettersson dömdes för anstiftan till upploppet till tre års fängelse vardera, medan de övriga dömdes till fängelse i två år. Dessutom dömdes de skyldiga till att betala ersättning till både åklagare och vittnen, samt skadestånd till de misshandlade.
Däremot frikändes bröderna Pettersson från de ursprungliga misstankarna om olaga handel.

## Eftermäle
Lagarna som reglerade handel på landsbygden hade vid denna tid blivit mycket impopulära och tio år senare var dessa lagar avskaffade. Befolkningen stöttade de båda bröderna och länsmannen tycks ha varit nitisk i överkant eftersom det inte gick att fälla bröderna för olaglig handel i domstolen.
Samtliga dömda överlevde sina år i fängelse och flyttade tillbaka till sin hembygd, utom de båda bröderna Pettersson. Anders blev istället lanthandlare i Skällinge och Lorentz emigrerade till USA.